# Tito Antonio Merenda
Tito Antonio Merenda (fl. V secolo a.C.) è stato un politico romano, decemviro nel 450 a.C.

## Decemvirato
Nel 450 a.C. fu eletto tra i decemviri per il secondo decemvirato, che sebbene arrivò a produrre quello per cui era stato istituito, ovvero la riforma dell'ordinamento romano attraverso la stesura delle Leggi delle XII tavole, si caratterizzò per una forte impronta anti-popolare ed autoritaria, tanto che i dieci magistrati andarono oltre il mandato conferitogli.
Allo scoppio delle ostilità contro Sabini ed Equi, Tito Antonio, con i colleghi decemviri Lucio Minucio Esquilino Augurino, Marco Cornelio Maluginense, Cesone Duilio Longo e Marco Sergio Esquilino, fu mandato a condurre le operazioni contro gli Equi, che, come al solito, si svolsero sul monte Algido. Tra i propri soldati militava Lucio Verginio, padre ed assassino di Verginia, futuro tribuno della plebe.
Nel 449 a.C., ristabilite le prerogative dei Tribuni della plebe dai consoli Lucio Valerio Potito e Marco Orazio Barbato, fu accusato dai tribuni per le azioni illegali adottate durante il decemvirato, e per questo fu inviato all'esilio, dopo che gli furono confiscati i propri beni..